# Andrej Ždanov
Andrej Alexandrovič Ždanov (rusky Андре́й Алекса́ндрович Жда́нов; 26. února 1896, Mariupol – 31. srpna 1948, Moskva) byl sovětský komunistický politik a ideolog.

## Život
Narodil se ve městě Mariupol, jež bylo na jeho počest v letech 1948–1989 pojmenováno Ždanov. Vstoupil do bolševické strany roku 1915. Roku 1934 se po zavraždění Kirova stal předsedou leningradské stranické organizace a hlavním organizátorem tamních čistek. V roce 1939 zařídil sovětskou stranou prefabrikovaný mainilský incident, který byl použit jako záminka k rozpoutání zimní války.
Roku 1940 řídil začleňování okupovaného Estonska do Sovětského svazu. Během Velké vlastenecké války řídil obranu Leningradu. Po příměří s Finskem vedl Spojeneckou kontrolní komisi ve Finsku.
Roku 1946 byl Stalinem pověřen řízením sovětské kulturní politiky. Byl odpovědný za pronásledování nezávislých umělců jako byli Anna Andrejevna Achmatovová, Michail Zoščenko, Dmitrij Šostakovič a Sergej Prokofjev. Roku 1947 organizoval Kominformu, mezinárodní organizaci komunistických stran.
Zemřel v roce 1948 v Moskvě na srdeční infarkt, možná spoluzapříčiněný jeho nezvladatelným alkoholismem. Jiná hypotéza říká, že za jeho smrtí mohl stát sám Stalin. Ždanovovi nepřátelé Malenkov a Berija po jeho smrti zlikvidovali pozůstalé Ždanovovy chráněnce v politickém a státním aparátu čistkou zvanou leningradská aféra.

## Dílo
Ždanovova doktrína v kultuře, známá jako ždanovismus nebo ždanovština, ovlivnila celou sovětskou kulturní produkci až do konce 50. let a projevila se i na umění v zemích pod vlivem Sovětského svazu včetně Československa a v maoistické Číně. Takzvaný socialistický realismus sovětského umění se v ní dostal do nejkrajnější, zjednodušující a zcela dogmatické polohy. Vliv západního umění byl považován za ideologicky podvratný, umělecká inovace podvázána. Umělec byl povinen kanonickými „realistickými“ prostředky hlásat jedině správné politické hodnoty a napomáhat tak komunistické straně v jejím politickém boji.

### Překlady do češtiny
- ŽDANOV, A.A. O umění. 3. vyd. Praha: Orbis, 1950.
- ŽDANOV, Andrej, 1952. Projev v diskusi o knize G. F. Alexandrova „Dějiny západoevropské filosofie”; původním názvem: Выступление на дискуссии по книге Г. Ф. Александрова «История западноевропейской философии», přeložila Miluše Svatošová. In: Georgij Alexandrov, Bernard Bychovskij, Pavel Judin, Mark Mitin (red.). Dějiny filosofie. 1., autorizované vyd. Praha: Svoboda. Svazek II ("Filosofie XV.—XVIII. století"). S. 5–26.